# Kriegskreuz (Norwegen)

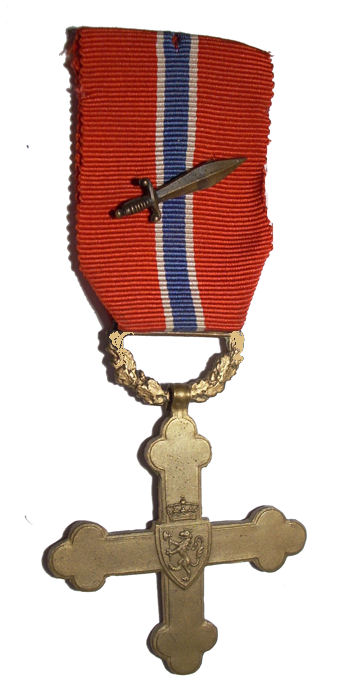
Kriegskreuz mit Schwert

Das Kriegskreuz wurde am 23. Mai 1941 von König Haakon VII. von Norwegen im Exil in London gestiftet. Es ist die höchstrangige norwegische Auszeichnung. Der Orden konnte ursprünglich an alle Personen verliehen werden, die sich während des Zweiten Krieges beim Kampf um Norwegens Freiheit auf hervorragende Weise durch persönliche Tapferkeit ausgezeichnet hatten. Sofern die zu Ehrenden Angehörige der norwegischen oder ausländischer militärischer Streitkräfte waren, wurde der Orden mit einem verkleinerten Schwert verliehen, das auf dem Ordensband angebracht war. Für vergleichbare herausragende Leistungen im Dienste Norwegens und seiner Kriegsanstrengungen, die nicht im militärischen Bereich erfolgt waren, insbesondere auch bei der Handelsmarine, wurde der Orden ohne das Schwert verliehen. 

## Der Orden
Der Orden rangiert über allen anderen norwegischen Auszeichnungen und kann auch postum verliehen werden. Das Ordenszeichen ist ein bronzenes Kleeblattkreuz und zeigt im Medaillon auf einem Schild das Staatswappen Norwegens. Rückseitig ist es glatt. Getragen wird die Auszeichnung auf der linken Brustseite an einem roten Band mit einem weißrandigen blauen Mittelstreifen.

## Statuten

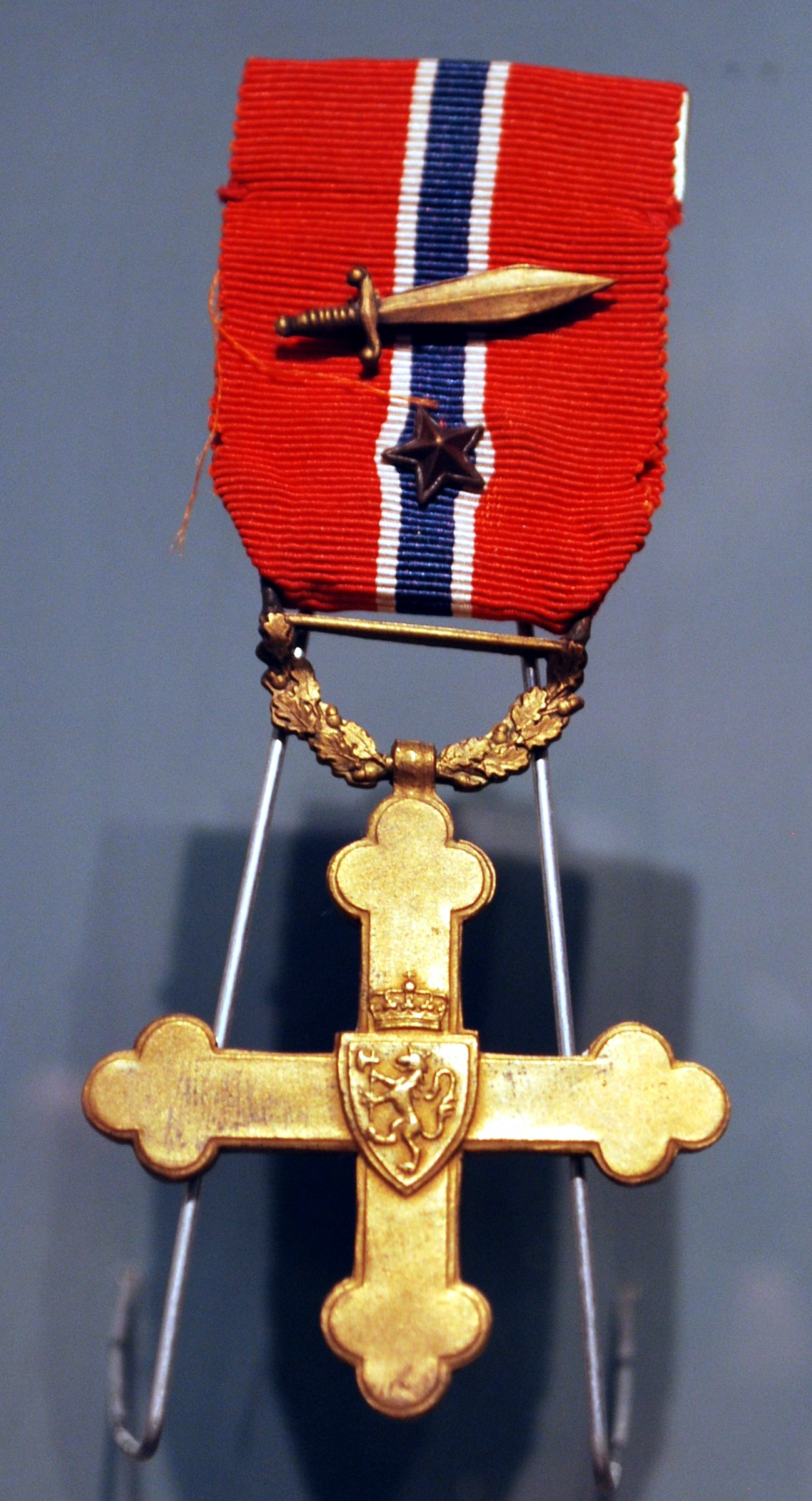
Kriegskreuz mit Schwert und Stern, ehe man bei der zweiten Verleihung zur Ausführung mit zwei Schwertern überging

Ordensempfänger, die sich weiterer Auszeichnungen der gleichen Bedeutung verdient gemacht haben, können über die Standardausführung mit dem einen Schwert hinaus mit bis zu zwei weiteren Schwertern ausgezeichnet werden. Dies ist jedoch sehr selten: Von bisher 279 mit dem Orden ausgezeichneten Personen wurden nur zehn mit einem zweiten Schwert dekoriert, und der einzige Träger des Ordens mit drei Schwertern („Kriegskreuz mit Schwert und zwei Schwertern“) ist der Widerstandskämpfer Gunnar Sønsteby, dem diese Ehrung durch Beschluss des norwegischen Staatsrats am 16. August 1946 zuteilwurde.
Die Ordensstatuten wurden nach dem Ende des Zweiten Weltkriegs, am 18. Mai 1945, dahingehend modifiziert, dass Verleihungen nunmehr nur noch an Militärpersonen zulässig waren; für Zivilpersonen mit vergleichbaren Verdiensten stiftete König Haakon VII. gleichzeitig das Haakon VIIs Frihetskors (Freiheitskreuz Haakon VII.). 
Die Verleihung des Ordens endete zunächst im Jahre 1949. Am 26. Juni 2009 wurden jedoch die Statuten erneut geändert, womit nun auch Tapferkeit bei Aktionen nach 1945 mit dem Orden anerkannt werden kann. Als erster seit 1949 wurde am 2. Oktober 2009 Hauptmann Eiliv Austlid postum mit dem Orden ausgezeichnet, allerdings noch einmal für den Kampf gegen die deutschen Invasoren im Jahre 1940. Die erste Auszeichnung für Aktionen nach dem Zweiten Weltkrieg erfolgte am 21. Januar 2011, ebenfalls postum, an den Fregattenkapitän der Marinejeger Trond André Bolle, der am 27. Juni 2010 in Afghanistan sein Leben verlor.

## Verleihungen
Nach der Stiftung des Ordens wurden am 28. November 1941 auf Bitten der norwegischen Regierung als erstes zwei sogenannte „königliche Verleihungen“ vorgenommen, an König Haakon VII. selbst (1) und an Kronprinz Olav V. (2). Im Februar 1942 folgten weitere königliche Verleihungen an den britischen König Georg VI. (8) und dessen Gemahlin Elizabeth (9),  die Gastgeber des norwegischen Königsfamilie im Exil, sowie im März 1942 König Georg II. von Griechenland (10), den Vetter König Haakons. Diese Verleihungen erfolgten ohne das Schwert.
Insgesamt wurde der Orden bisher (Stand 10. Dezember 2011) an 277 Personen verliehen, davon 27 postum. 216 Verleihungen erfolgten in der Zeit von 1941 bis 1945, 57 von 1945 bis 1949, und vier seit 2009. Hinzu kommen sieben Verleihungen an Truppenfahnen französischer Einheiten, die 1940 in Norwegen gekämpft hatten.
Von 1941 bis 1945 erhielten insgesamt 101 Norweger den Orden; von 1945 bis 1949 kamen 46 hinzu, und seit 2009 wurden vier weitere Norweger mit dem Orden ausgezeichnet. 126 Angehörige anderer Nationen wurden ebenfalls ausgezeichnet, alle zwischen 1942 und 1949 und nahezu immer für ihre Taten im Norwegenkrieg 1940–1945: 66 Franzosen (meist Mitglieder der Fremdenlegion oder der Chasseurs Alpins, die bei Narvik gekämpft hatten), 42 Briten (darunter König Georg VII. und Königin Elizabeth), 13 Polen (Angehörige der Unabhängigen Polnischen Gebirgsschützenbrigade [Samodzielna Brygada Strzelców Podhalańskich], der so genannten Podhale-Schützen), 2 US-Amerikaner, 1 Däne, 1 Kanadier und 1 Grieche (die Höflichkeitsverleihung an König Georg II.) Außerdem wurden am 7. Juni 1946 auf dem Schlossplatz in Oslo sieben französische Truppenfahnen von Einheiten der Fremdenlegion und der Chasseurs Alpins mit dem Orden dekoriert:
- Die Truppenfahne der Chasseurs Alpins
- Die Truppenfahne der 13. Halbbrigade der Fremdenlegion
- Die Truppenfahne des 1. Bataillons der 13. Halbbrigade der Fremdenlegion
- Die Truppenfahne des 2. Bataillons der 13. Halbbrigade der Fremdenlegion
- Die Truppenfahne des 6. Bataillons der Chasseurs Alpins
- Die Truppenfahne des 12. Bataillons der Chasseurs Alpins
- Die Truppenfahne des 14. Bataillons der Chasseurs Alpins

### Übersicht der bisher erfolgten Verleihungen
| Nationalität           | 1940–1945 | davon ohne Schwert | 1946–1949 | 2009-heute | Gesamt |
| Norwegen               | 101       | 23                 | 46        | 6          | 153    |
| Frankreich             | 56        | -                  | 10        | -          | 66     |
| Vereinigtes Königreich | 42        | 13                 | -         | -          | 42     |
| Polen                  | 13        | -                  | -         | -          | 13     |
| Vereinigte Staaten     | 1         | -                  | 1         | -          | 2      |
| Kanada                 | 1         | -                  | -         | -          | 1      |
| Dänemark               | 1         | -                  | -         | -          | 1      |
| Griechenland           | 1         | -                  | -         | -          | 1      |
| Gesamt                 | 216       | 36                 | 57        | 6          | 279    |

(Stand: Dezember 2011)